# 인터프리터 (영화)
《인터프리터》(영어: The Interpreter)는 2005년 개봉한 미국의 정치 스릴러 영화이다. 시드니 폴랙의 마지막 연출작이다. 유엔 본부 내부에서 촬영된 최초의 영화이다.

## 출연진
- 니콜 키드먼
- 숀 펜
- 캐서린 키너
- 예스페르 크리스텐센
- 이방 아탈
- 마이클 라이트
- 얼 캐머런
- 조지 해리스
- 차이 친
- 클라이드 구사쓰
- 에릭 킨리사이드
- 마즈 조브라니
- 데이비드 제이어스
- 유서프 게이트우드

## 기타 제작진
- 공동 제작: 라이자 체이신, 데브라 헤이워드
- 배역: 엘런 루이스, 줄리엣 테일러
- 미술: 존 허트먼
- 의상: 세라 에드워즈